# Pawel Prudnikau

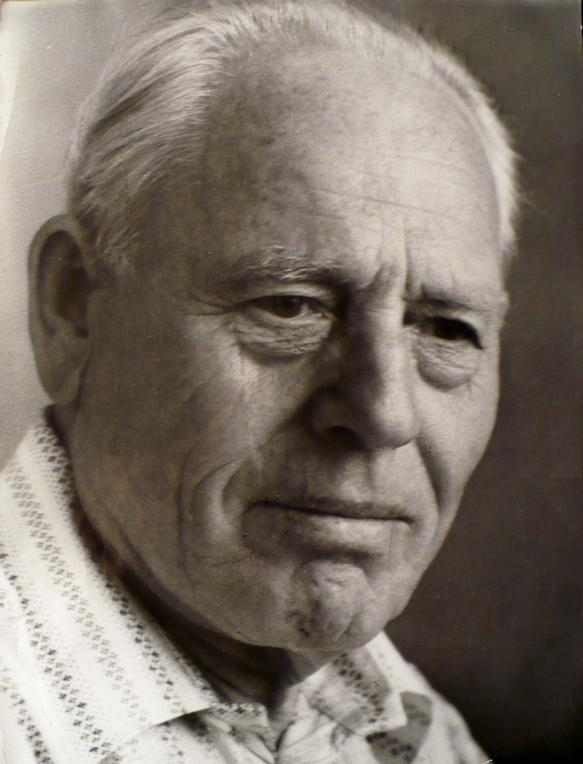
Pawel Prudnikau, 1981

Pawel Iwanawitsch Prudnikau (* 1. Julijul. / 14. Juli 1911greg. im Dorf Stary Dsedsin, Gouvernement Mogiljow, Russisches Kaiserreich (jetzt Belarus); † 16. März 2000 in Minsk, Belarus) war ein belarussischer Dichter und Schriftsteller.

## Jugend und erste Werke
Pawel Iwanawitsch Prudnikau wurde am 14. Juli 1911 im Dorf Stary Dsedsin in eine kinderreiche Bauernfamilie geboren. Er war Vetter des ebenfalls als Dichter in Erscheinung getretenen Ales Prudnikau. Er erlebte seine Kindheit in der schweren Zeit des Ersten Weltkrieges, des Russischen Bürgerkrieges und des Polnisch-Sowjetischen Krieges. Prudnikau konnte die Schule erst 1930 beenden.
Er begann schon in der Schule, mit seinem Vetter Ales Prudnikau zu dichten. 1932 erschien in Minsk seine erste Gedichtsammlung Die Liede der Lastträgern (Песні грузчыкаў, mit Janka Subatsch).
1933 zog Prudnikau nach Leningrad und studierte dort an der Universität an der philologischen Fakultät bis 1937. Er bereitete sich darauf vor, Wissenschaftler werden, aber die Stalinschen Säuberungen in der Sowjetunion veränderten sein Schicksal.

## Im Gulag und folgender Leidensweg
Am 11. August 1937 wurde Prudnikau verhaftet. Er wurde der Beteiligung an der Ermordung Kirows bezichtigt und zu achtjähriger Verbannung im Gulag in Sibirien, in der Burjatischen ASSR, in Omsk, Krasnojarsk und Norilsk, verurteilt. Dort war er Augenzeuge schrecklicher Beispiele der Grausamkeit und der Unmenschlichkeit des Gulag-Systems. Später verarbeitete er das Erlebte in seinen Werken.
Nach der Freilassung aus der Haft 1945 ging er in die Smolensker Oblast. Dort lernte er seine zukünftige Ehefrau Anna kennen. Sie verließen die Smolensker Oblast, um einer neuerlichen Verhaftung zu entgehen, und zogen 1952 nach Slobodka an den Braslawseen in der Wizebskaja Woblasz, belarussische Sozialistische Sowjetrepublik. Nach dem Tod Stalins 1953 wurde Prudnikau im Januar 1956 rehabilitiert.

## Späte literarische Tätigkeit
1959 fing er aufs Neue zu Dichten und Schreiben an. Sein zweites Buch „Die Zeit meiner Geburt“ ("Час майго нараджэння") erschien 1968. Bald zog er mit seiner Familie nach Minsk und wurde 1971 Mitglied des Schriftstellerverbandes der Belarussischen SSR. Ab 1971 setzte er sich zur Ruhe und fand viel freie Zeit zum Dichten; es war seine fruchtbarste Schaffensperiode. Er erschuf die neuen Gedichtsammlungen „Meine Verkehrsader“ ("Мая магістраль") (1981) und „Die Quellen“ ("Крыніцы") (1991) sowie das Erinnerungsbuch „Längst vergangen, aber nicht vergessen“ ("Далёкае, але не забытае") (1988). In seinen Werken ließ sich Prudnikau von Themen der Natur und der jüngeren Geschichte anregen. Er erzählte von jungen weißrussischen Dichtern, die 1937 in der Zeit der Repressalien oder im Zweiten Weltkrieg ermordet wurden. Er war auch einer der ersten Dichter, die die Schönheit der Braslawseen besungen haben.
Der besondere Platz in Prudnikaus Tätigkeit nehmen seine Poeme „Taimyr“ ("Таймыр", 1987) und „Jeder zweite“ ("Кожны другі", 1990) und der Erzählband „Jenseits des Stacheldrahtes“ ("За калючым дротам") (1993) ein, die er im Gedenken an die Stalinschen Repressalien schrieb. Diese Werke sind die autobiographischen Erzählungen auf Grundlage seiner schweren persönlichen Lebenserfahrung.

## Letzte Jahre und unveröffentlichte Werke
In den letzten Jahren des Lebens war Prudnikau schwer krank und konnte seine neuen Gedichte nicht selbst aufschreiben. Er dichtete aber weiter und diktierte sie. Weiteren neuen Werken verhinderte seine Krankheit. In der Erzählung „Die Ungnade“ ("Апала") wollte er auf das schwierige Thema der Rückkehr der ehemaligen Häftlinge zum gewöhnlichen Leben aufmerksam machen und seinen eigenen Leidensweg von 1945 bis 1956 zeigen.
1992 wurde Pawel Prudnikau mit dem Ehrentitel Verdienter Kulturarbeiter ausgezeichnet. 1995 wurde ihm für sein Buch „Jenseits des Stacheldrahtes“ der Preis der Föderation der Gewerkschaften von Belarus verliehen.
Bisher gibt es keine Übersetzungen von Prudnikaus Werken ins Deutsche.

## Werke
- „Die Liede der Lastträgern“, 1932.
- „Die Zeit meiner Geburt“, 1968.
- „Meine Verkehrsader“, 1981.
- „Das Wetterleuchten“, 1987.
- „Längst vergangen, aber nicht vergessen“, 1988.
- „Die späten Beeren“, 1990.
- „Die Quellen“, 1991 (enthält das Poem „Taimyr“).
- „Jenseits des Stacheldrahtes“, 1993 (enthält die Erzählungen „Die Igelfausthandschuhe“ und „Die Norte Hölle“).
- „Paroscha“ (die annähernde deutsche Übersetzung ist „Das Schneegestöber“), 1996 (enthält das Poem „Jeder zweite“).

## Unveröffentlichte Werke
- Die Erzählung „Die Ungnade“ ("Апала").
- Das Poem „Der Vertriebene“ ("Ізгой").
- Der Erinnerungsband „Aus dem Gedächtnis wurde geschwunden nicht“ ("З памяці не сцёрлася").